# Robert Ehrlinger
Robert Ehrlinger (* 22. Oktober 1931 in Fürth; † 28. März 2008) war ein  deutscher Fußballspieler. Der vielseitig einsetzbare Spieler hat bei der SpVgg Fürth, oftmals im WM-System als Außen- und Mittelläufer sowie als Halbstürmer eingesetzt, in der damals erstklassigen Fußball-Oberliga Süd  von 1956 bis 1963 insgesamt 164 Ligaspiele mit vier Toren für die Grün-Weißen aus Mittelfranken absolviert. Nach Einführung der Fußball-Bundesliga folgten von 1963 bis 1968 noch 154 Ligaeinsätze mit sechs Toren in der Zweitklassigkeit der Fußball-Regionalliga Süd. Erst im Jahr 1976 beendete Ehrlinger im fränkischen Amateurlager beim ESV Nürnberg-West seine langjährige Spielerlaufbahn.

## Laufbahn
Der zumeist von seinen Kameraden „Schnabel“ gerufene Robert Ehrlinger wuchs mit dem ein Jahr älteren Herbert Erhardt in der Mondstraße in Fürth auf. Mit 10 Jahren schloss er sich der Jugendabteilung der grün-weißen Spielvereinigung an. Dort durchlief er bis zum Eintritt in den Seniorenspielbetrieb alle Jugendklassen und kam dann in der Reserve des süddeutschen Meisters des Jahres 1950 zum Einsatz. Da die Läuferreihe der Oberligaelf mit Erhardt, Richard Gottinger und Karl Mai weit überdurchschnittlich besetzt war und er sich deshalb keine alsbaldige Einsatzchancen in der Ligaelf ausrechnen konnte, wechselte er zur Saison 1952/53 für drei Runden in das Amateurlager und schloss sich dem FSV 83 Gostenhof in der 2. Amateurliga an. Zur Runde 1955/56 kehrte der gelernte Schreiner wieder zu seinem Jugendverein an den Ronhof zurück, musste aber zuerst eine weitere Saison in der Reservemannschaft verbringen. Neben Neuzugang Klaus Kuhnert vom TV Erlangen rückte er zur Saison 1956/57 in den Ligakader auf und debütierte wie auch Andreas Bucklisch im Verlauf der Runde in der Oberliga Süd. Sein Oberligadebüt gab Ehrlinger unter Trainer Hans Schmidt am 4. November 1956 bei einem 3:0-Heimerfolg gegen den Freiburger FC. Er bildete auf Halbrechts mit Karl „Ossi“ Schmidt den rechten Flügel des Gastgebers. In der Rückrunde gehörte er auch dem Fürther Team an, welches am 17. März 1957 den FC Bayern München mit 8:1 niederkanterte.
Unter Jenö Csaknady glückte Ehrlinger und Kollegen 1957/58 eine Verbesserung auf den vierten Rang, mit drei Punkten Rückstand zu Meister Karlsruher SC und zwei Punkten hinter Vize 1. FC Nürnberg, sowie der punktgleichen Eintracht Frankfurt auf dem dritten Rang. Ehrlinger hatte an der Seite von Mitspielern wie Gerhard Geißler, Gerhard Koch, Erhardt, Mai, Gottinger, Kuhnert, Bucklisch und Max Appis in 28 Ligaeinsätzen drei Tore erzielt. Die Ära der erstklassigen Oberliga Süd beendete Ehrlinger 1962/63 mit der Spielvereinigung auf dem neunten Rang, wo er in 27 Ligaspielen unter Trainer Jenő Vincze aufgelaufen war. Der letzte Oberligaspieltag brachte für Fürth am 28. April 1963 beim FC Bayern München eine 0:1-Niederlage und die Einstimmung auf die Zweitklassigkeit ab der Saison 1963/64 in der Regionalliga Süd. Ehrlinger beendete das Kapitel Oberliga Süd nach sieben Runden mit 164 Ligaeinsätzen, in denen er vier Tore erzielt hatte.
In die Regionalligarunde 1963/64 startete Fürth mit dem linken Außenläufer Ehrlinger am 4. August 1963 mit einem 3:3 gegen den SV Waldhof in Mannheim. Am Rundenende belegte Fürth den 9. Rang und der zuverlässige Dauerläufer hatte in 37 Ligaeinsätzen zwei Tore erzielt. Den Höhepunkt in dieser Saison bildeten aber die Pokalspiele: Zuerst setzte sich Fürth im Süddeutschen Pokal gegen Jahn Forchheim (2:0), FSV Frankfurt (2:1) und in der 3. Runde am 9. Februar 1963 mit einem 5:2-Heimerfolg gegen den ESV Ingolstadt durch und qualifizierte sich damit für den DFB-Pokal. Dort ging es in der 1. Hauptrunde zum Bundesligisten Hamburger SV, der mit den Angreifern Gert Dörfel und Uwe Seeler klar favorisiert war. Ehrlinger bildete mit Wolfgang Fidelak und Dieter Emmerling die Läuferreihe und Angreifer Werner Schneider glückte in der 73. Minute der 1:1-Ausgleichstreffer, welcher auch in der Verlängerung anhielt. Das Wiederholungsspiel fand am 15. April 1964 in Fürth vor 22.000 Zuschauern statt. Wiederum ging es mit 1:1 in die Verlängerung, dort aber entschied der junge Angreifer Norbert Knopf mit einem verwandelten Foulelfmeter das Spiel für die Spielvereinigung. Die Läuferreihe Fidelak, Emmerling und Ehrlinger hatte mit wesentlicher Unterstützung des sensationell haltenden Torhüters Gyula Tóth den Angriffsbemühungen des HSV standgehalten. Das Achtelfinalspiel verlor Fürth mit Ehrlinger am 22. April bei Hertha BSC mit 3:4 und dabei setzte sich die Fürther Läuferreihe in erster Linie mit dem Berliner Innensturm um Helmut Faeder, Harald Beyer und Lutz Steinert auseinander.
In der dritten und vierten Regionalligarunde, 1965/66 und 1966/67, konnte Fürth mit Leistungsträger Ehrlinger engen Kontakt zur Tabellenspitze herstellen, zum Einzug in die Bundesligaaufstiegsrunde reichte es aber nicht. 1967 fehlten lediglich zwei Punkte auf dem 3. Rang gegenüber Kickers Offenbach und dem FC Bayern Hof. Das Team von Trainer Robert Gebhardt und Mitspieler wie Paul Derbfuß, Richard Albrecht, Ernst Perras, Erich Tauchmann und Torjäger Bernd Windhausen (32 Tore) hatte die zwei Auswärtsspiele gegen die unmittelbaren Konkurrenten um die Tabellenspitze jeweils mit 0:1 verloren und konnte in der Rückrunde in den Heimspielen lediglich zwei Remisresultate von 0:0 und 1:1 vor 18.000 beziehungsweise 16.000 Zuschauern zustande bringen. Ehrlinger war gegen die Aufstiegrundenteilnehmer jeweils als linker Außenläufer an der Seite von Klaus Slatina, Hermann Marchl und Jürgen Billmann dabei aufgelaufen. Die Runde beendete er mit Fürth mit einem 4:0-Heimerfolg gegen Schwaben Augsburg, wobei er früh die Grün-Weißen mit 1:0 in Führung gebracht hatte. Es war sein einziger Treffer in 32 Ligaeinsätzen.
Sein letztes Regionalligaspiel absolvierte der überaus zuverlässige Akteur am 28. April 1968 bei einem 3:1-Heimerfolg gegen die TSG Backnang. Im Sommer 1968 schloss er sich gemeinsam mit Dieter Emmerling dem ESV Nürnberg-West an. Er war dort bis zum Jahr 1976 noch als Spielertrainer tätig. Des Weiteren machte er sich auch als A-Jugend- wie Amateurtrainer bei der Spielvereinigung verdient.

## Weblink
- Steckbrief auf kleeblatt-chronik.de